# Bet Hillel
Bet Hillel (hebr. ‏בֵּית הִלֵּל‎) – moszaw położony w Samorządzie Regionu Mewo’ot ha-Chermon, w Dystrykcie Północnym Izraela.
Leży na południowy zachód od góry Hermon (2 814 m n.p.m.) w odległości 5 km na wschód od miasta Kirjat Szemona, w północnej części Górnej Galilei.

## Historia
Moszaw został założony w 1940 przez imigrantów z Europy.

## Gospodarka
Gospodarka moszawu opiera się na intensywnym rolnictwie, hodowli bydła i turystyce.